# Arizona State Route 77
Die Arizona State Route 77 (kurz AZ 77) ist eine State Route im US-Bundesstaat Arizona, die in Nord-Süd-Richtung verläuft.
Sie beginnt an der Interstate 40 nördlich von Holbrook und endet in Tucson an der Interstate 10. Am nördlichen Ende wird die State Route zur BIA Route 6. Zwischen Show Low und Globe hat die Straße den gleichen Verlauf, wie der U.S. Highway 60.

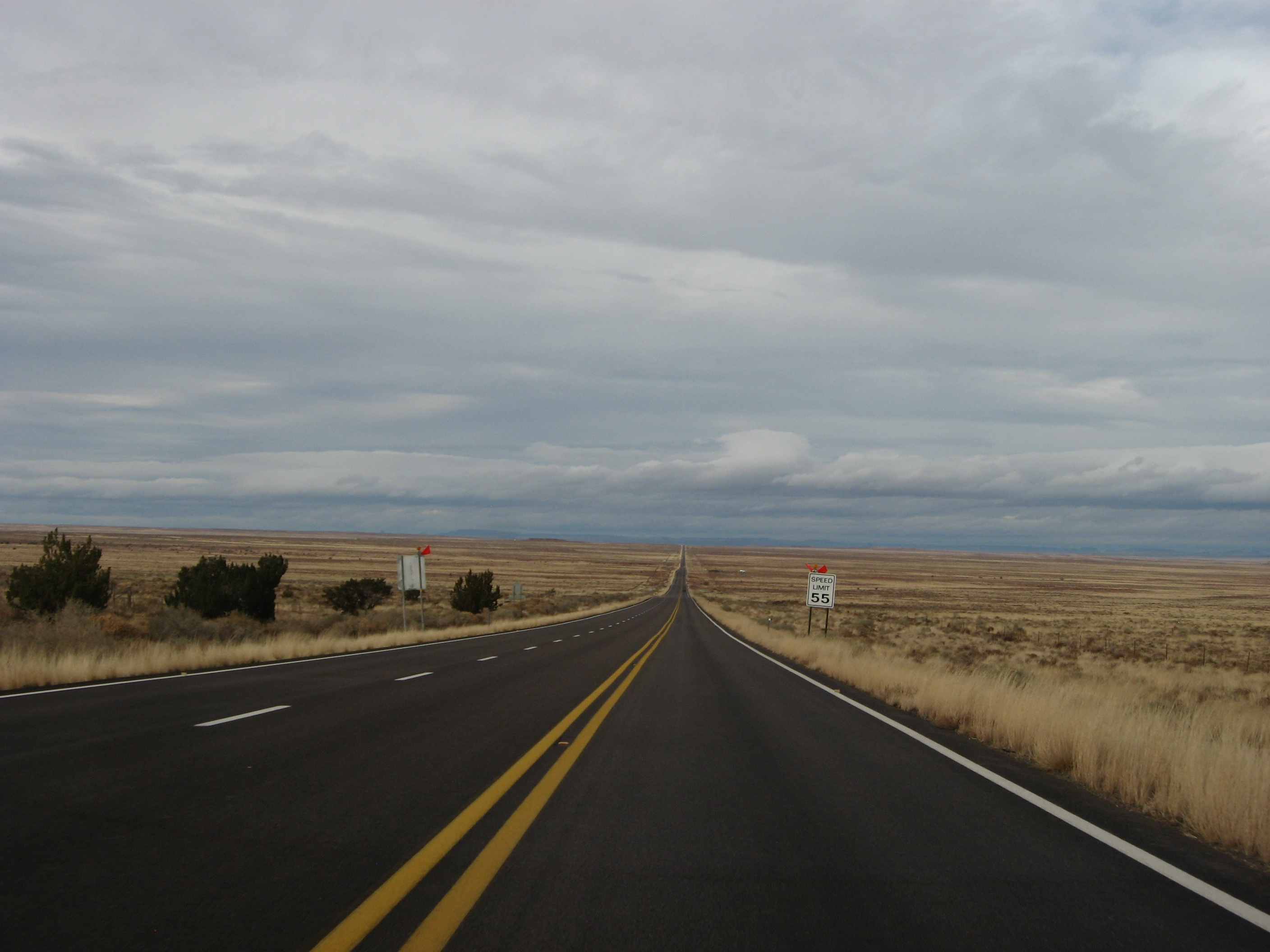
Zwischen Holbrook und Snowflake
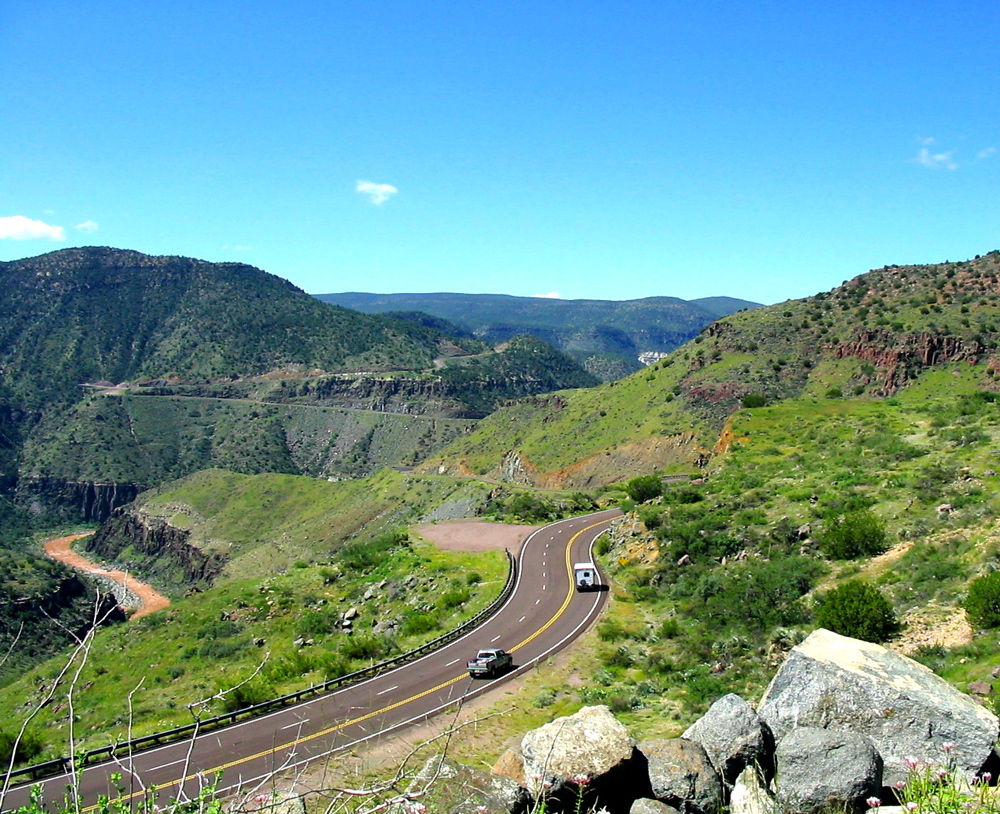
Im Salt River Canyon
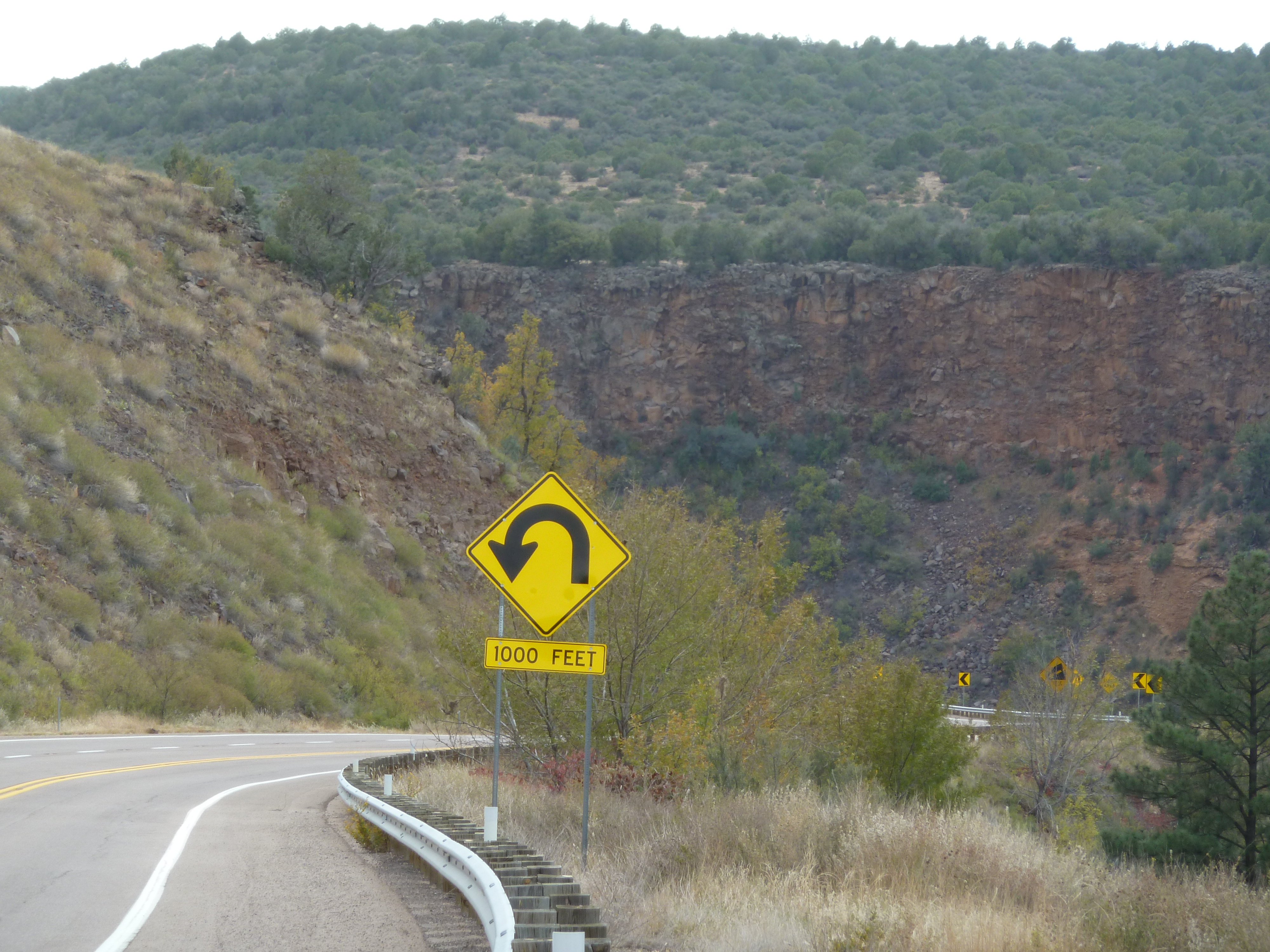
Bei Carrizo